# Hans Meier (Politiker, 1933)

Hans Meier (1987)

Hans Meier (* 19. Mai 1933 in Uetikon am See) ist ein Schweizer Politiker (SVP, Grüne, später Grünliberale Partei).
Hans Meier arbeitete von 1954 bis 1956 als Primarlehrer in Zürich und absolvierte darauf die Ausbildung zum Sekundarlehrer (phil. II.). Von 1959 bis 1988 war er als Sekundarlehrer in Glattfelden tätig.
Ursprünglich war Hans Meier Mitglied der Freien Bürger Glattfelden. 1970 trat er der dort neu gegründeten Bauern-, Gewerbe- und Bürgerpartei bei, die bald darauf zur SVP wurde. Von 1974 bis 1982 war er Mitglied des Gemeinderats (Exekutive) in Glattfelden. 1978 trat er aus der SVP aus, nachdem diese ihm mit Ausschluss gedroht hatte. 1982 trat er der Grünen Partei bei, die sich damals nicht als linke Partei verstand. Das Jahr darauf wurde er in den Zürcher Kantonsrat gewählt, 1987 in den Nationalrat. Dort war er Mitglied der Geschäftsprüfungskommission und der Sicherheitspolitischen Kommission. Von 1984 bis 1992 war er Präsident der Grünen Partei des Kantons Zürich. Bei den Kantonsratswahlen 1987 vervielfachte die Grüne Partei ihre Sitzanzahl von 4 auf 22. 1999 trat Hans Meier aus dem Nationalrat zurück. Im Jahr 2000 wurde er in den Zürcher Verfassungsrat gewählt. 2004 trat er in die neu gegründete Grünliberale Partei über. 2007 wurde er für die GLP erneut in den Kantonsrat gewählt. 2009 trat er endgültig zurück. Hans Meier politisierte zeit seines Lebens unabhängig vom Links-rechts-Schema. Die Ökologie war sein grösstes Anliegen. Es wurde ihm der Übername „grüner Hans“ gegeben.
Meier war Hauptmann der Schweizer Armee. Er ist ledig.